# The King and I (1999)
The King and I (bra O Rei e Eu) é o filme animado norte-americano de 1999, do gênero aventura musical, dirigido por Richard Rich para a Morgan Creek Productions, com roteiro de Peter Bakalian, Jacqueline Feather, David Seidler baseado no musical The King and I,  de Richard Rodgers (melodia) e Oscar Hammerstein II (letra), por sua vez baseado no livro Anna and the King of Siam, de Margaret Landon.

## Sinopse
A inglesa Anna Leonowens que junto com seu filho de 10 anos, Louis, viaja de Londres para o exótico reino do Sião, em 1863. Contratada para lecionar as crianças do reino, Anna logo descobre que seu maior desafio será domar o obstinado e autoritário imperador de Sião. Ao mesmo tempo em que cresce a amizade entre a governanta e o arrogante monarca, um feiticeiro malvado conspira pra roubar o trono.

## Trilha sonora
- "I Whistle a Happy Tune"
- "Hello, Young Lovers"
- "Getting to Know You"
- "Shall I Tell You What I Think of You?"
- "A Puzzlement"
- "I Have Dreamed"
- "Prayer to Buddha"
- "Anna Remembers/Shall We Dance Fantasy"
- "Shall We Dance? (Finale)"
- "I Have Dreamed/We Kiss in a Shadow/Something Wonderful"